# فرقه مذهبی

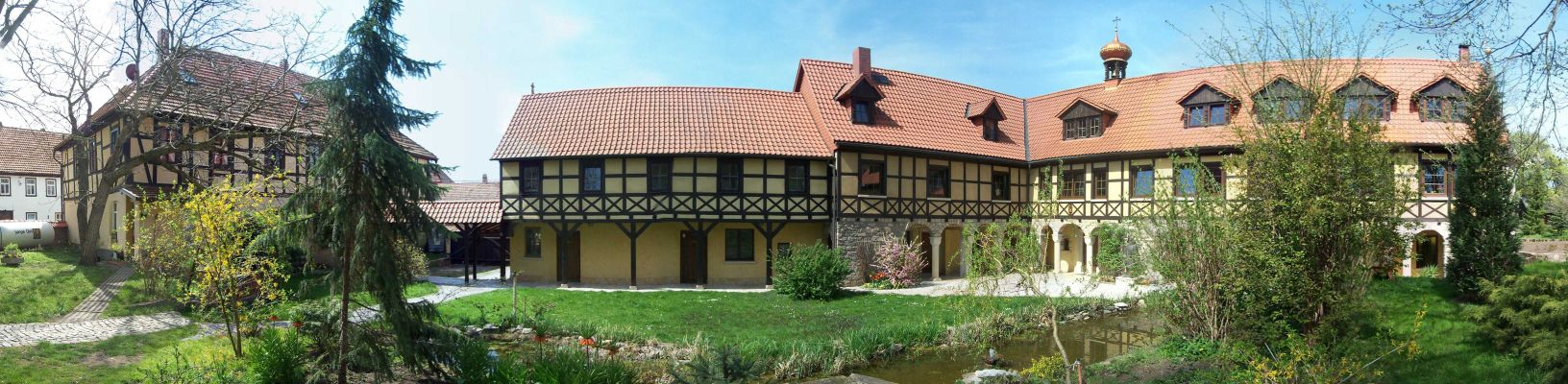
یک صومعه لوتری در سنت بندیکتین است

فرقه مذهبی، شاخه مذهبی، دسته مذهبی (به انگلیسی: Religious order)، یک دودمان جوامع و سازمان‌های مردمی است که به نحوی جدا از جامعه زندگی می‌کنند و مطابق با عبادت دینی خاص خود زندگی می‌کنند که معمولاً با اصول اعمال مذهبی بنیانگذار آن مشخص می‌شود. معمولاً متشکل از افراد غیرروحانی و در برخی دسته‌ها روحانیون است. چنین فرقه‌هایی در بسیاری از ادیان جهان وجود دارد.
در کلیسای کاتولیک، اعضای مؤسسات مذهبی، مگر شماس یا کشیش که در راسته مقدس باشند، روحانی نیستند، بلکه وابسته به غیرمذهبی‌ها هستند. در حالی که وضعیت زندگی وقفی نه روحانی است و نه غیر روحانی، مؤسسات خود به عنوان این یا آن دیگری طبقه‌بندی می‌شوند، مؤسسه روحانی مؤسسه‌ای است که «به دلیل هدف یا طرح مورد نظر مؤسس یا به موجب سنت مشروع، تحت هدایت روحانیان، اجرای دستورهای مقدس را بر عهده می‌گیرد و توسط مرجعیت کلیسا به چنین عنوانی شناخته می‌شود.»
مؤسسات مذهبی شناخته‌شده کاتولیک رومی که همه آنها به‌جای «جمعیت» به‌عنوان «راسته‌ها» طبقه‌بندی نشدند، شامل آگوستینیان، باسیلیان، بندیکتین‌ها، بیت‌لحمی‌ها، بریجتین‌ها، کامالدوزی‌ها، کارملیت‌ها، کارتوسیان‌ها، سیسترسی‌ها، مفهوم‌گرایان، دومینیکن‌ها، فرنسیسکن‌ها، هیرونیمیت‌ها، یسوعی‌ها، مینیها، پیاریست‌ها، سالسی‌ها، الیوتن‌ها، تئاتین‌ها، تراپیست‌ها و ویزیتندین‌ها هستند.

## اسلام
- صوفیان
- شیعه
- سلفی